# 維爾塔寧彗星
維爾塔寧彗星（46P/Wirtanen）是一顆小型短週期彗星，目前公轉軌道周期為5.4年。
它是歐洲太空總署計劃的羅塞塔號太空船密切調查的最初目標，但由於無法滿足發射窗口，導致羅塞塔號被送往楚留莫夫-格拉希門克彗星（67P/Churyumov-Gerasimenko）。它屬於木星族彗星，所有彗星都有5到6個天文單位之間的遠日點。其直徑估計為1.4公里（0.9英里）。 
2019年12月，天文學家報告指出凌日系外行星巡天衛星詳細捕捉到了彗星爆發的情況。

## 發現史
1948年1月17日，維爾塔寧彗星由美國天文學家卡爾·維爾塔寧透過照片發現 。照片於1月15日在利克天文台進行恆星自行巡天期間所拍攝，由於初步觀測次數有限，花了一年多的時間才確認該天體是一顆短週期彗星。

## 外部連結
- IAU Ephemerides page for 46P
- 46P on JPL Small-Body Database Browser （页面存档备份，存于）
- 46P/Wirtanen （页面存档备份，存于） – Seiichi Yoshida @ aerith.net